# Nurefsun Kadınefendi
Nurefsun Kadınefendi (1851 – 1908) byla třetí manželka osmanského sultána Abdulhamida II.

## Mládí
Nurefsun se narodila v roce 1851. Jejím otcem byl Şermet Selim Bey, který zemřel ve válce s Ruskem. Sloužila v paláci egyptského chedivy Ismaila Paši, který ji představil sultánu Abdulazizovi. Měla blond vlasy, světlou kůži a modré oči. Byla popisována jako nádherná žena a uměla hrát na housle.

## Manželství
Nurefsun byla provdána za Abdulhamida II. v době, kdy byl ještě princem. Stala se jeho třetí manželkou a neměla s ním žádné děti. Po nástupu jejího manžela na trůn v roce 1876 dostala titul třetí ikbal. V roce 1877 se Nurefsun a další členové rodiny usadili v paláci Yıldız. Stalo se tak po sesazení Abdulhamida z trůnu dne 7. dubna 1877.
Nurefsun a Abdulhamid si příliš nerozuměli a tak požádala o rozvod. Abdulhamid její žádost akceptoval a v roce 1881 byli oficiálně rozvedeni. Později se provdala za Esvapçı Saffet Beye, bývalého tajemníka Abdulhamida a měla s ním syna.

## Smrt
Nurefsun zemřela v roce 1908, krátce předtím, než začala Druhá konstituční éra.